# Trieri Választófejedelemség
A Trieri Választófejedelemség (németül: Erzstift und Kurfürstentum Trier, röviden Kurtrier) egy történelmi államalakulat volt, mely 898 és 1803 között állt fenn. A Német-római Birodalom egyik legfontosabb állama és választófejedelme volt. Élén a trieri érsek állt, aki egyúttal az Burgundia főkancellárja címet is viselte, ezzel a mainzi és a kölni érsek után a birodalom harmadik leghatalmasabb egyházi méltósága volt. A fejedelemség fővárosa Trier volt, noha az érsek rezidenciája a 17. századtól Koblenz városának közelében volt.
Fontos megjegyezni, hogy a Trieri főegyházmegye a választófejedelemségnél jóval nagyobb területtel rendelkezett, ám előbbi csak az egyházszervezet tekintetében tartozott az érsek felügyelete alá, míg utóbbi élén világi uralkodóként állt.

## Története

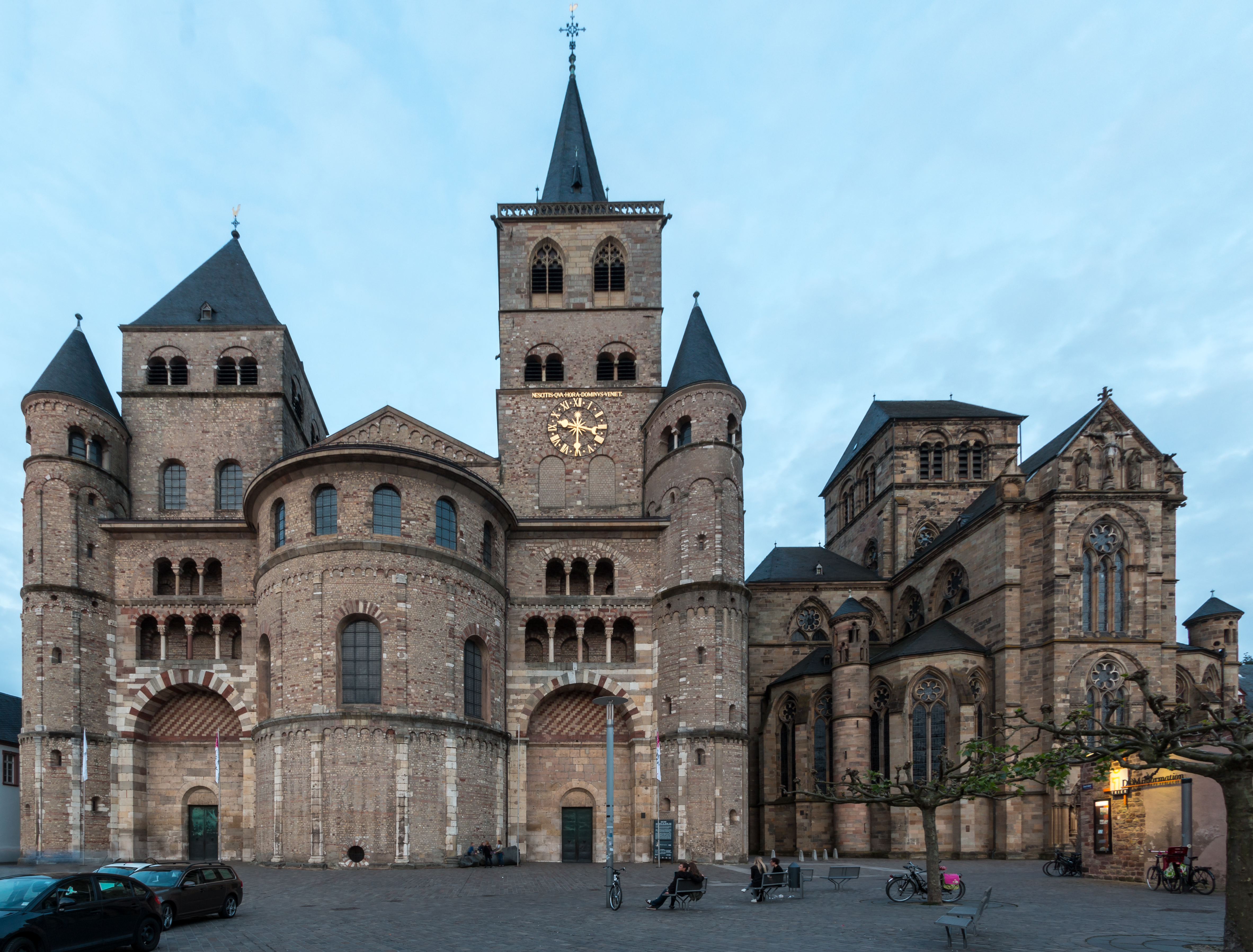
A trieri székesegyház

### Alapítása
A római kori Trier, Augusta Trevirorum néven Gallia Belgica provincia fővárosa, később császári székváros is volt. Legkésőbb a 3. századtól püspöki székhelyként működött, a 9. századra pedig már érseki ranggal bírt. 772-ben Nagy Károly kivette Wermad érsek birtokait a földesúri igazságszolgáltatás alól, s ezt az immunitást utódja, Jámbor Lajos is megerősítette. Az érsekek ezután további kiváltságokat és birtokokat kaptak, így a birodalom legjelentősebb fejedelmei közé emelkedtek.
A birodalom felosztása  azonban szétzúzta Trier hatalmát: A birodalommal együtt az érsek birtokait is három részre osztották, s önállóan egyik rész sem volt elég erős. Trier városa a rövid életű Középső Frank Királysághoz került, ami azonban I. Lothár halála után felbomlott. Így Lotaringia felosztása során 870-ben a Keleti Frank Királyság része lett. Az érsek ezzel birtokainak nagy részét elvesztette, azonban a folyamatos belharcokban a szövetségeseket kereső trónkövetelők támogatásáért cserébe hamarosan újra nagy gazdagságra tett szert.
Ratbod érsek Zwentiboldot támogatta a hatalmi harcokban, akinek a fellázadt nemesség ellen erős szövetségesekre volt szüksége. Az érsek így 898-ban adómentességet kapott birtokaira. Zwentibold halálát követően, Gyermek Lajos is igyekezett megnyerni magának az érseket, így 902-ben neki adományozta Trier városát és annak környékét, valamint az adók kivetésének és a bányászatnak a jogát. Ezzel létrejött a lényegében önálló Trieri Fejedelemség, melynek élén az érsek mint világi uralkodó állt. III. Károly nyugati frank királyként szerezte meg Lotaringiát, s szintén a támogatás reményében adta meg a trieri káptalannak a szabad püspökválasztás jogát. A fejedelemség 925-től vált végleg a Keleti Frank Királyság, azaz a későbbi Német-római Birodalom részévé.

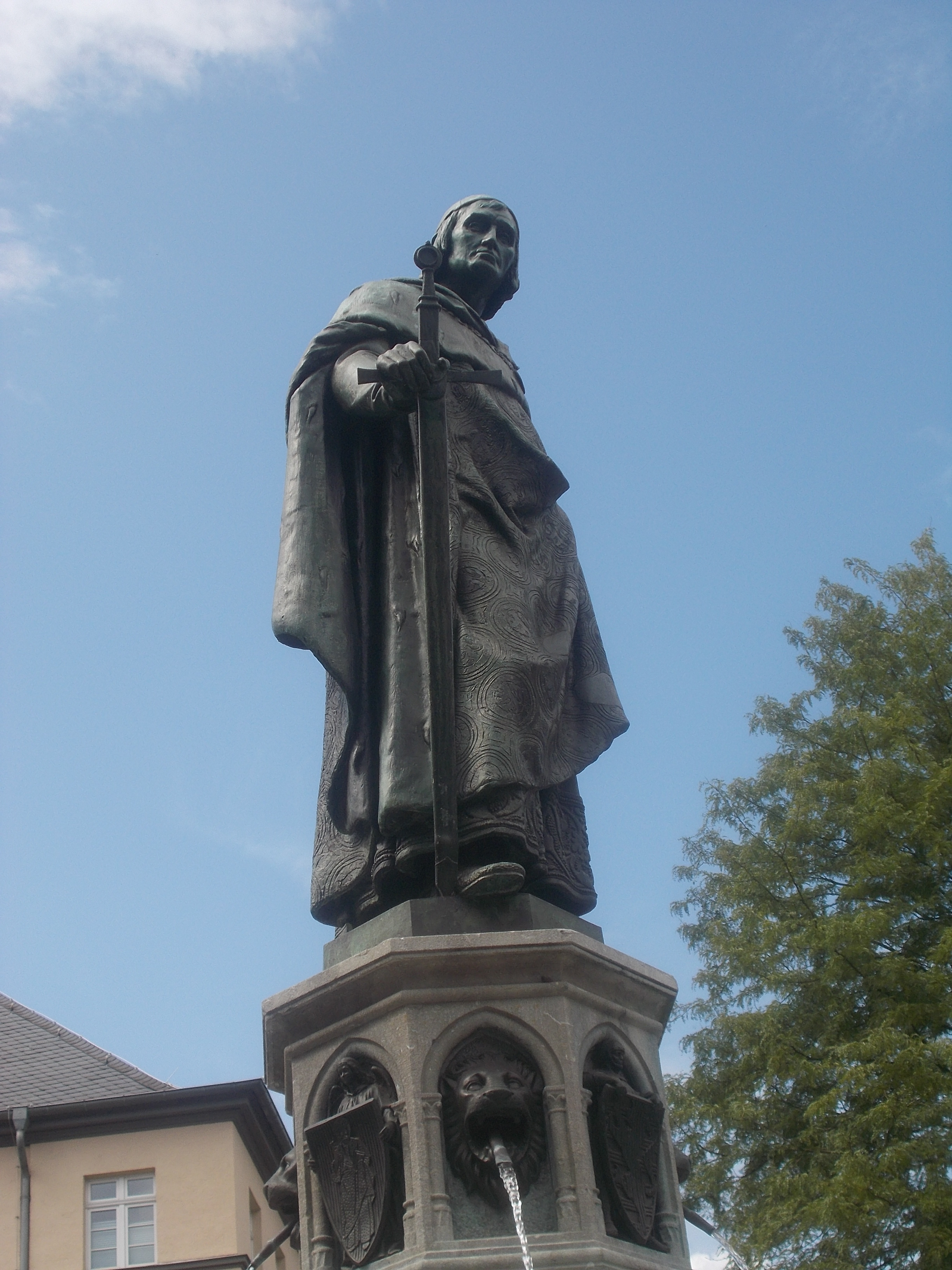
Luxemburgi Balduin érsek szobra Trierben

### A fejedelemség fénykora
1018-ban Poppo érsek kapott újra jelentős birtokadományt az uralkodótól: II. Henrik Koblenz városát adta az érseknek. A következő évszázadokban Trier a Luxemburgi Grófsággal és a Rajnai Palotagrófsággal versengett újabb területekért. A 14. századra az érsekség területe Mosel folyó mentén egészen a Rajnáig húzódott. 1198-tól kezdve a trieri érsek a választófejedelmek közé tartozott, amit az 1356-os Aranybulla is megerősített. Emellett viselte a Burgundia főkancellárja címet is, amely azonban nem járt tényleges hatalommal.
A választófejedelemség fénykorát Balduin uralkodása alatt (1307-1354) élte. Balduin a Luxemburg-ház tagja, VII. Henrik császár öccse volt. Uralkodása alatt jelentős területekkel gyarapította a fejedelemséget, s reformjainak köszönhetően stabil gazdasági helyzetbe hozta. Nagyrészt az ő befolyásának köszönhető, hogy a trieri érsek bekerült a hét választófejedelem közé. A 15. században vívott háborúk és egy kettős püspökválasztást követő harcok tönkretették a választófejedelemség gazdaságát, ami egy időre visszavetette a fejlődést. 1576-ban a prümi bencés apátság birtokainak megszerzésével Trier elérte legnagyobb kiterjedését, s ezután megkezdődött hanyatlása.

### Háborúk évszázada
Trier 1609-ben részt vett a Katolikus Liga megalapításában, azonban a harmincéves háborúból már igyekezett kimaradni. Ennek érdekében kezdetben semleges politikát folytatott, majd a franciákkal lépett szövetségre. 1632-ben a fejedelemséget megszállták a franciák, az érseki rezidenciát pedig az egyre fontosabbá váló Koblenz városába helyezték át. Politikájával Fülöp Kristóf érsek kivívta a császár haragját, s miután a spanyolok 1635-ben kiűzték a franciákat a városból Fülöp Kristófot letartóztatták és tíz éven át fogságban tartották. Ezt követően a fejedelemség a harcok színterévé vált, hatalmas pusztítást hozva magával.

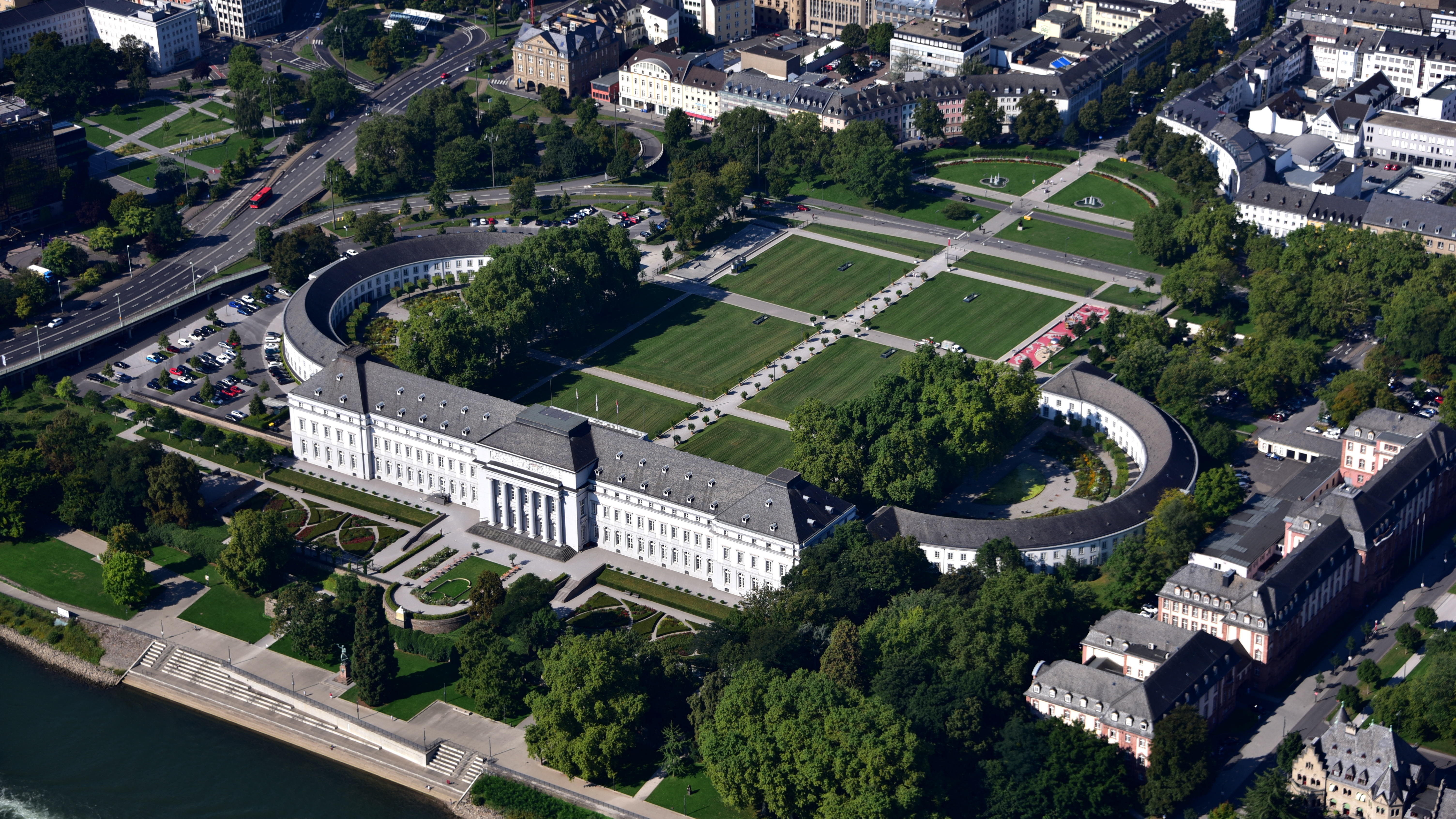
Az érsek koblenzi kastélya

1684-ben a francia–spanyol háború során francia csapatok ismét elfoglalták Triert, porig rombolták falait és erődítményeit. A pfalzi örökösödési háborúban a franciák harmadszorra is elfoglalták a várost, ám ezúttal minden eddiginél nagyobb, mérhetetlen pusztítást okoztak. A fejedelemség minden kastélyát és számtalan városát, falvát rombolták le. A franciák 1698-ban elhagyták a várost, ám alig négy évvel később újra elfoglalták: ezúttal már a spanyol örökösödési háború részeként. A John Churchill vezette angol-holland csapatok 1704-ben felszabadították a várost, ám egy év elteltével újabb tízéves francia uralom következett. A lengyel örökösödési háború során 1735 és 1737 között a franciák ismételten megszállták Triert.

### A fejedelemség bukása
A francia forradalmat követően 1794-ben a köztársasági csapatok a Rajna vonaláig elfoglalták a fejedelemség területét. Ezt 1801-ben a lunéville-i békében végleg annektálták, az újraalapított egyházmegye élére pedig új püspököt neveztek ki — immár világi hatalom nélkül. A Rajna jobb partján megmaradt területeket 1803-ban szekularizálták, a Nassau-Weilburg hercegség része lett,  ami hivatalosan is a Trieri Választófejedelemség végét jelentette.